# Scout (talent)
Een scout (van het Engelse woord voor verkenner) is iemand die beroepsmatig zoekt naar talentvolle mensen, zoals modellen en (veelal) sporters. Hiervoor maakt hij meestal gebruik van een netwerk, dat hem informeert. Vervolgens reist de scout heimelijk, om te voorkomen dat concurrentie op de hoogte wordt gebracht, af naar een training, wedstrijd of ander optreden van het mogelijke talent om het te beoordelen, waarna hij zijn bevindingen doorgeeft aan zijn werkgever (bijvoorbeeld de manager en/of trainers van de club waarvoor hij werkt).